# Кэйо-Инададзуцуми (станция)
Станция Кэйо-Инададзуцуми (яп. 京王稲田堤駅 кэйо инададзуцуми эки) — железнодорожная станция на линии Сагамихара, расположенная в городе Кавасаки префектуры Канагава. Станция находится в 2,5 километрах от конечной станции линии Сагамихара - Тёфу. Была открыта 1-го апреля 1971 года. Поезда типа Экспресс останавливаются на станции с 2001 года.

## Планировка станции
2 боковые платформы и 2 пути.
| 1 | ■ Линия Сагамихара | Тама-Центр, Хасимото                                 |
| 2 | ■ Линия Сагамихара | Тёфу, Мэйдаймаэ, Сасадзука, Синдзюку, Линия Синдзюку |

## Близлежащие станции
| «                | «                | Вид обслуживания | »                 | »                 |
| Линия Сигамихара | Линия Сигамихара | Линия Сигамихара | Линия Сигамихара  | Линия Сигамихара  |
| ---------------- | ---------------- | ---------------- | ----------------- | ----------------- |
| Тёфу             | Тёфу             | Express          | Кэйо-Нагаяма      | Кэйо-Нагаяма      |
| Кэйо-Тамагава    | Кэйо-Тамагава    | Local            | Кэйо-Ёмиури-Рандо | Кэйо-Ёмиури-Рандо |